# Channa pulchra
Channa pulchra är en fiskart som beskrevs av Ralf Britz 2007. Channa pulchra ingår i släktet Channa och familjen Channidae. IUCN kategoriserar arten globalt som otillräckligt studerad. Inga underarter finns listade i Catalogue of Life.